# Сан-Роке (Сан-Паулу)
Сан-Роке (порт. São Roque) — місто і муніципалітет у бразильському штаті Сан-Паулу. Місто розташоване за 60 км від столиці штату міста Сан-Паулу, через нього проходять два важливих шосе штату — Шосе Рапозу Таваріса і Шосе Кастелу Бранку. Місто було заселене наприкінці 19 століття вихідцями з Португалії та Італії. Зараз його економіка міста заснована на сільському господарстві, перш за все виноробстві, і туризмі.
| Бразилія | Це незавершена стаття з географії Бразилії. Ви можете допомогти проєкту, виправивши або дописавши її. |